# Hana Meisel
Hana Meisel (en hebreo: חנה מייזל‎: חנה מייזל), (Hrodna, 25 de diciembre de 1883-1972) fue una agrónoma judía, feminista y sionista.

## Vida
Meisel Nació en Hrodna en el Imperio ruso (hoy en Bielorrusia) e inmigró a Palestina en 1909, durante la Segunda Aliyá, donde se convirtió en una notable agrónoma, y fue fundadora en 1911 de Havat HaAlamot (en hebreo: חוות העלמות‎: חוות העלמות, "la granja de la doncella"), una escuela agrícola (cerrado en 1917), y de la escuela agrícola para chicas, Nahalal. Estudió agricultura y ciencias naturales en Odessa, Suiza y Francia.
Hizo contribuciones considerables al ala feminista del movimiento sionista. Meisel era miembro de Poalei Zion y fue elegida para la Asamblea de Representantes. 
Casada con Eliezer Shohat, también figura muy conocida del movimiento sionista, muere en Nahalal en 1972.